# Сёстры Пресвятой Девы Марии Убежища на горе Кальвария

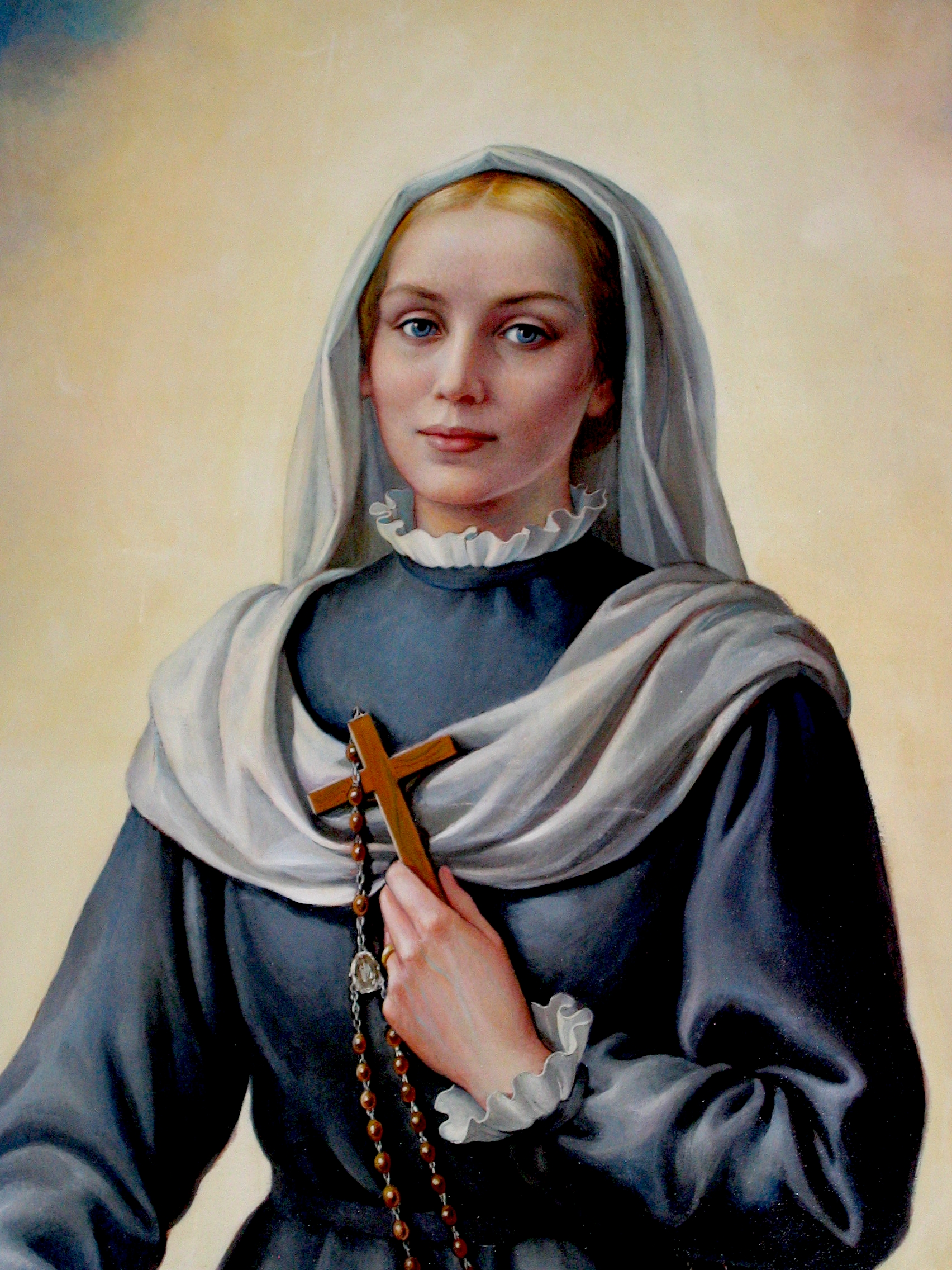
Основательница конгрегации Сестёр Пресвятой Девы Марии Убежища на горе Голгофа Вирджиния Чентурионе Брачелли

Сёстры Пресвятой Девы Марии Убежища на горе Кальвария или Бриньолинки (итал. Suore di Nostra Signora del Rifugio in Monte Calvario, NSRMC) — женская монашеская конгрегация понтификального права, основанная святой Вирджинией Чентурионе Брачелли.

## История
В 1630 году во время эпидемии чумы Вирджиния Чентурионе Брачелли организовала приют для сирот на территории бывшего францисканского монастыря на горе Каотвария в Генуе. В 1631 году этот приют стал называться «Убежищем на горе Кальвария». Этот приют занимался реабилитацией бывших проституток. Постепенно в этот приют стали приходить женщины, желавшие участвовать в благотворительной деятельности Вирджинии Чентурионе Брачелли. Со временем приют «Убежище на горе Кальвария» получил известность в Генуе и городские власти стали спонсировать его деятельность. Итальянский архитектор Эмануеле Бриньоле стал спонсировать деятельность «Убежища на горе Кальвария» и попросил священника Антонио Террарозу написать для этой женской общины устав. В благодарность за помощь архитектора женская община приюта стала называть себя «brignoline» (бриньолинки).
Со временем деятельность бриньолинок стала известна по всей Италии. В 1827 году Римский папа Лев XIII разрешил бриньолинкам основать благотворительный центр при базилике Санта-Мария-дельи-Анджели-э-дей-Мартири. Римский папа Григорий XVI на основе этой женской общины в Риме учредил женскую конгрегацию «Дочери Пресвятой Девы Марии на горе Кальвария». Женская община в Генуе стала называться как «Сёстры Пресвятой Девы Марии Убежища на горе Кальвария».
25 марта 1953 года Святой Престол одобрил декретом «Decretum laudis» деятельность монашеской конгрегации Сестёр Пресвятой Девы Марии Убежища на горе Кальвария.
4 мая 1895 года Святой Престол окончательно утвердил Устав конгрегации.
В 1985 году основательница конгрегации Сестёр Пресвятой Девы Марии Убежища на горе Кальвария Вирджиния Чентурионе Брачелли была причислена к лику блаженных и в 2003 году Римский папа Иоанн Павел II объявил её святой.

## В настоящее время
В настоящее время Сёстры Пресвятой Девы Марии Убежища на горе Кальвария занимаются моральной, материальной и духовной помощью среди инвалидов и пожилых людей в больницах, детских домах и домах престарелых.
Генеральный монашеский дом конгрегации находится в Генуе. Монашеские общины конгрегации действуют в Аргентине, Бразилии, Кубе, Сальвадоре, Гватемале, Польше, Израиле, Никарагуа и на Филиппинах.
На 31 декабря 2008 года в конгрегации было 191 сестёр в 40 монашеских общинах.

## Источник
- Annuario Pontificio, Libreria Editrice Vaticana, Città del Vaticano 2003, стр. 1473, ISBN 978-88-209-8355-0.
- Guerrino Pelliccia e Giancarlo Rocca (curr.), Dizionario degli istituti di perfezione (10 voll.), Edizioni paoline, Milano 1974—2003.